# Park Jung-woo
Park Jung-woo (nascut el 1969) és un director de cinema i guionista de Corea del Sud. Park és un guionista convertit en director, i probablement es classifica com el guionista més conegut de Corea del Sud per les seves històries famoses com Attack the Gas Station (1999), Last Present (2001), Kick the Moon (2001), Break Out (2002) i Jail Breakers (2002). El 2004, va debutar amb el seu llargmetratge de direcció Dance with the Wind  (2004). El seu tercer llargmetratge Deranged (2012) és una versió refrescant i única del gènere dels desastres, va ser un èxit amb més de 4,5 milions d'entrades.

## Filmografia

### Com a director
- Dance with the Wind (2004)
- Big Bang (2007)
- Deranged (2012)
- Pandora (2016)

### Com a ajudant de direcció
- Beyond the Mountain (1991)
- I Wish for What Is Forbidden to Me (1994)
- To You from Me (1994)
- A Man Wagging His Tail (1995)
- Change (1997)
- Oasis (2002)

### Com a guionista
- The Last Defense (1997)
- First Kiss (1998)
- Attack the Gas Station (1999)
- Promenade (2000)
- Last Present (2001)
- Kick the Moon (2001)
- Break Out (2002)
- Jail Breakers (2002)
- Dance with the Wind (2004)
- Big Bang (2007)
- Thirsty, Thirsty (2009)
- Descendants of Hong Gil-dong (2009)
- Deranged (2012)
- Pandora (2016)

### Com a productor executiu
- Dance with the Wind (2004) (també com a inversor)

### Com a editor d'scripts
- I Wish for What Is Forbidden to Me (1994)
- Never to Lose (2005)

## Premis
- 2002 23è Blue Dragon Film Awards: Millor guió (Jail Breakers)
- 2003 39è Baeksang Arts Awards: Millor guió (Break Out)